# Gueorgui Iliev
Gueorgui Iliev (en búlgaro: Георги Илиев) (Varna, Bulgaria, 9 de septiembre de 1981) es un futbolista búlgaro que juega de centrocampista, y que actualmente milita en el Cherno More. Mide 178 cm de altura.

## Carrera como internacional
Entre 2006 y 2007 Gueorgui Iliev jugó en selección nacional de Bulgaria 11 partidos como internacional y marcó un gol. En total, ha disputado 25 partidos y ha anotado 2 goles.

## Triunfos
- Campeón de Bulgaria 2004 (con Lokomotiv Plovdiv)
- Campeón de Bulgaria 2008 (con CSKA Sofia)